# Homolophus transbaicalicum
Homolophus transbaicalicum is een hooiwagen uit de familie echte hooiwagens (Phalangiidae).